# Сторожевое (Крым)
Сторожево́е (до 1948 года Аза́т; укр. Сторожеве, крымскотат. Azat, Азат) — село в Симферопольском районе Республики Крым, входит в состав Журавлёвского сельского поселения (согласно административно-территориальному делению Украины — Журавлёвского сельского совета Автономной Республики Крым).

## Население
| 2001 | 2014 |
| ---- | ---- |
| 269  | ↘202 |

Всеукраинская перепись 2001 года показала следующее распределение по носителям языка
| Язык             | Процент |
| ---------------- | ------- |
| русский          | 65,43   |
| крымскотатарский | 20,07   |
| украинский       | 13,85   |
| другие           | 0,37    |

### Динамика численности
- 1939 год — 101 чел.[10]
- 1989 год — 227 чел.[10]
- 2001 год — 269 чел.[11]
- 2009 год — 210 чел.[12]
- 2014 год — 202 чел.[13]

## Современное состояние
В Сторожевом 4 улицы и 1 переулок, площадь, занимаемая селом, 69,6 гектара, на которой в 76 дворах, по данным сельсовета на 2009 год, числилось 210 жителей.

## География
Село Сторожевое расположено на северо-западе района, на границе с Сакским районом, примерно в 38 километрах (по шоссе) от Симферополя, в степном Крыму, высота центра села над уровнем моря — 100 м. Ближайшая железнодорожная станция Остряково — около 16 километров. Соседние сёла: Степное в 2,5 километрах и Низинное в 3 километрах (оба Сакского района). Транспортное сообщение осуществляется по региональной автодороге 35Н-534 Сторожевое — Журавлёвка — 7,9 км от шоссе Красноперекопск — Симферополь (по украинской классификации С-0-11340).

## История
В доступных документах Азат впервые упоминается в материалах Всесоюзной переписи 1939 года, которая зафиксировала в селе 101 жителя. На не очень подробной карте 1938 года Азат ещё не обозначен — видимо, новое «передовое» село (азат в переводе свободный) только застраивалось, но, уже как довольно крупное, обозначен на километровой карте Генштаба Красной армии 1941 года.
В 1944 году, после освобождения Крыма от нацистов, согласно Постановлению ГКО № 5859 от 11 мая 1944 года, 18 мая крымские татары были депортированы в Среднюю Азию. 12 августа 1944 года было принято постановление № ГОКО-6372с «О переселении колхозников в районы Крыма» и в сентябре 1944 года в район приехали первые новосёлы (214 семей) из Винницкой области, а в начале 1950-х годов последовала вторая волна переселенцев из различных областей Украины. Указом Президиума Верховного Совета РСФСР от 18 мая 1948 года Азат был переименован в Сторожевое. С 25 июня 1946 года Азат в составе Крымской области РСФСР. 26 апреля 1954 года Крымская область была передана из состава РСФСР в состав УССР. Время включения в состав Гвардейского поссовета пока не установлено: на 15 июня 1960 года село уже числилось в его составе. Указом Президиума Верховного Совета УССР «Об укрупнении сельских районов Крымской области», от 30 декабря 1962 года Симферопольский район был упразднён и село присоединили к Бахчисарайскому. 1 января 1965 года, указом Президиума ВС УССР «О внесении изменений в административное районирование УССР — по Крымской области», вновь включили в состав Симферопольского. Решением Крымоблисполкома от 18 февраля 1977 года № 101 образован Журавлёвский сельсовет, в который включили Сторожевое. С 12 февраля 1991 года село в восстановленной Крымской АССР, 26 февраля 1992 года переименованной в Автономную Республику Крым. С 21 марта 2014 года в составе Крыма аннексировано Россией.